# ガブリエレ・サルヴァトレス
 ガブリエレ・サルヴァトレス (Gabriele Salvatores,1950年7月30日 - ) はイタリア・ナポリ出身の映画監督。

## 略歴
1972年にミラノで舞台監督となり、1980年代終わりまで舞台制作に携わる。1989年に映画監督としてデビューし、1991年の『エーゲ海の天使』でアカデミー外国語映画賞を受賞している。

## 主な監督作品
- マラケシュ・エクスプレス Marrakech express (1989)
- エーゲ海の天使 Mediterraneo (1991)
- ニルヴァーナ Nirvana (1997)
- ぼくは怖くない Io non ho paura (2003)
- ゴッド・オブ・バイオレンス シベリアの狼たち Siberian Education (2014)
- インビジブル・スクワッド Il Ragazzo Invisibile (2016)